# Monika Mann
Monika Mann (7 juny 1910 – 17 març 1992) fou una autora i guionista alemanya. Nascuda a Múnic, Alemanya, va ser la quarta dels sis fills de l'escriptor Thomas Mann i de Katharina Pringsheim.
Va formar-se com a pianista amb uns inicis prometedors. Malgrat això, aquests no van traduir-se en èxit, de maner que va deixar la carrera musical per dedicar-se a la d'escriptora.
Al 1939 es va casar però el seu marit va morir l'any següent, quan el vaixell en què viatjaven cap al Canadà va ser enfonsat per un submarí alemany. El 1940 es va reunir amb la seva família a Princeton, però no se li va concedir la ciutadania americana fins al 1952.
Entre 1954 i 1986 va viure amb el seu soci Antonio Spadaro dins la Vil·la Monacone a Capri. Aquesta va ser la seva època més productiva en què va escriure diversos articles de revista i la majoria dels seus llibres. Després d'aquest temps i amb la mort del seu soci va deixar Capri i va passar els seus últims anys de vida juntament amb un dels seus germans, Golo (adoptat per la família a Leverkusen, Alemanya).

## Vida familiar i primers anys de vida
El seu pare, Thomas Mann, era un reconegut novel·lista i la seva mare Katharina Hedwig Pringsheim, era la filla de l'artista i matemàtic jueu i alemany Alfred Pringsheim i l'actriu Hedwig Pringsheim.
Monika Mann tenia tres germans grans, Erika (1905–1969), Klaus (1906–1949) i "Golo" (1909–1994). Un any després del seu naixement, la seva mare va contraure una malaltia pulmonar, sent un dels primers pacients admesos al Wald Sanatori a Davos, Suïssa. Donat aquest fet, no va tenir més fills fins passats vuit anys, quan va néixer l'Elisabeth (1918–2002) i un anys més tard el seu germà Michael (1919–1977).
Cal dir que, en una familia de pare novel·lista, no fou l'únic exemple d'escriptor doncs el seu oncle era el novel·lista Heinrich Mann.
Dins la seva família, no va ser la preferida dels seus pares. El seu pare va confessar francament en el seu diari que, entre els seus sis fills, tenia més predilecció pels dos més grans, Klaus i Erika, i per la petita Elisabeth. En el cas de la seva mare, aquesta va escriure a Klaus al 1939 que estava decidida a no tornar a pronunciar cap paraula desamigable sobre la seva filla Monika i ser sempre amable i útil. En les cròniques i cartes familiars sovint era descrita com una persona un mica estranya.
| « | Després d'una estada de tres setmanes aquí [a la casa parental] ella encara és la mateixa pintoresca, vella i molesta Mönle (el seu renom dins la familia) | » |

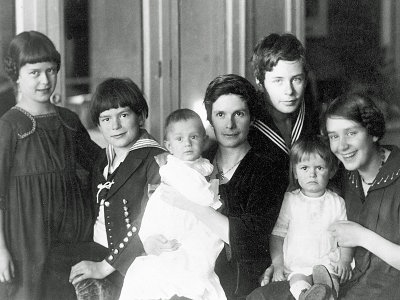
Monika Mann (la primera nena de l'esquerra) amb la seva mare i germans, 1919

Un cop va començar els seus estudis a l'escola Schule Schloss Salem va formar-se com a pianista a Lausana, Suïssa. Després, va passar els seus anys joves a París, Múnic, Frankfurt i Berlín. Al 1933, quan Hitler va arribar al poder, va emigrar amb els seus pares cap a Sanary-sur-Mer, al sud-est de França. I al cap d'un any, al 1934, va estudiar música i història d'art a Florència, agafant l'ensenyança privada del compositor italià Luigi Dallapiccola.

## Carrera posterior
A Florencia va conèixer l'historiador d'art hongarès Jenö Lányi. Fou al 1938 quan la parella va marxar d'Itàlia a Londres, on es van casar el 2 de març de 1939. Aquí van romandre fins al 1940, que va ser quan van marxar cap al Canadà amb el vaixell Ciutat de SS de Benares. Sense sort, durant el seu viatge, el 17 de setembre aquest va ser enfonsat per un torpede del submarí alemany, U-48. Monika va poder sobreviure aferrant-se a una peça gran de fusta, però Lányi es va ofegar. Segons el que ella explicaba, va sentir com ell la va trucar tres vegades abans d'enfonsar-se. 20 hores més tard, va ser rescatada per un vaixell britànic i portada cap a Escòcia. Va arribar a Nova York el 28 d'octubre de 1940 en la nau militar Cameronia, on es va reunir amb els seus pares, qui s'hi havien traslladat als Estats Units al 1939, amb l'esclat de la Segona Guerra Mundial. Durant un temps va viure amb els seus pares, qui van mostrar poca compassió amb ella. La pèrdua traumàtica del seu marit i els seus intents per començar de nou amb ells varen ser ignorats. Més tard, es va mudar al seu propi apartament, prop dels seus pares.
Desde 1943 fins a 1952 va viure a Nova York. Després dels seus intents per renovar la seva carrera com a pianista, va decidir canviar de rumb per dedicar el seu temps a ser escriptora. Al 1952 va ser reconeguda com a ciutadana dels Estats Units, però ja estaba pensant en el seu retorn a Europa. Així, va ser al setembre quan va viatjar per trobar-se amb la familia de la seva germana Elizabeth a Itàlia. Al cap d'uns quants mesos a Gènova, Bordighera i Roma va complir el seu desig de viure en una regió bonica quan es va traslladar a Capri, on va viure en la Vil·la Monacone amb el seu soci, Antonio Spadaro. I, fou aquí, a Capri, on ella va aflorir. Durant aquest període va escriure cinc llibres i diverses pàgines de funcions regulars contribuïdes a revistes i diaris suïsos, alemanys i italians. Va quedar-se a Capri 32 anys fins a la Primavera de 1986, uns quants mesos després de la mort de Spadaro al desembre 1985.
Malauradament, no va poder complir el seu desig de viure a Kilchberg, Zuric amb els seus pares, que havien retornat a Europa. Finalment, va restar els seus últims anys a Leverkusen, Rin del Nord-Westfàlia, a cura d'Ingrid Beck-Mann, la vídua del seu germà Golo, mort el 17 de març de 1992. Va ser enterrada a la tomba familiar de Kilchberg.

## Obres seleccionades
- Mann, Monika. Vergangenes und Gegenwärtiges – Erinnerungen.  Múnic: Kindler, 1956. ISBN 3-499-23087-9.
- Mann, Monika. Vergangenes und Gegenwärtiges – Erinnerungen (re-issued as paperback).  Reinbek, Hamburg: Rowohlt, 2001, p. 144. ISBN 978-3-499-23087-5.
- English translation by Reid, Frances F. Past and Present – Recollections.  Nova York: St Martin's Press, 1960.
- Der Inici. Ein Tagebuch. Steinklopfer-Verlag, Fürstenfeldbruck 1960
- Tupfen im Tot. Hegner, Köln/Olten 1963
- Wunder der Kindheit. Bilder und Impressionen. Hegner, Köln/Olten 1966
- Der letzte Häftling. Eine wahre Legende En onore eines (letzten) Komponisten. Lemke, Lohhof 1967
- Das fahrende Haus. Aus dem Leben einer Weltbürgerin. Hrsg. Amb un epíleg per Karin Andert. Rowohlt, Reinbek 2007,   (Entrevistes, Texte und Briefe)